# 1936年ガルミッシュ・パルテンキルヘンオリンピックのフランス選手団
1936年ガルミッシュ・パルテンキルヘンオリンピックのフランス選手団（1936ねんガルミッシュ・パルテンキルヘンオリンピックのフランスせんしゅだん）は、1936年2月6日から2月16日までドイツのガルミッシュ＝パルテンキルヒェンで開催された1936年ガルミッシュ・パルテンキルヘンオリンピックのフランス選手団、およびその競技結果。

## 概要
今大会は、金メダルおよび銀メダルはなく、銅メダル1個を獲得した。
アルペンスキー男子複合でエミール・アレーがアルペンスキーでフランス選手団初のメダルとなる銅メダルを獲得した。

## メダル
| メダル | 選手名           | 競技           | 種目     |
| ------ | ---------------- | -------------- | -------- |
| 銅     | エミール・アレー | アルペンスキー | 男子複合 |